# 3.6.3
Albums de Indochine
Les Divisions de la joie
(2002) Paradize Show
(2004)
3.6.3 est un album live d'Indochine, sorti le 5 janvier 2004. Enregistré le 3 juin 2003, d'où le titre 3.6.3., c'est l'album du concert de Bercy où Indochine avait réussi à devenir le premier groupe de rock français à jouer dans un Bercy à guichet fermé.[réf. nécessaire] Cet album est sorti en DVD live Paradize Show.

## Liste des titres
| 1.  | Intro Natja (l.a.m.f. remix) Death in Vegas | 1:30 |
| 2.  | Venus                                       | 5:04 |
| 3.  | Paradize                                    | 5:12 |
| 4.  | Electrastar                                 | 5:45 |
| 5.  | Trois nuits par semaine                     | 6:30 |
| 6.  | Punker                                      | 3:14 |
| 7.  | Astroboy                                    | 4:26 |
| 8.  | Dark                                        | 5:15 |
| 9.  | Le Grand Secret (avec Melissa Auf der Maur) | 6:17 |
| 10. | Mao Boy!                                    | 6:36 |
| 11. | Popstitute                                  | 4:22 |
| 12. | J'ai demandé à la lune                      | 6:15 |
| 13. | Punishment Park                             | 6:39 |
| 14. | Miss Paramount                              | 3:18 |

| 1.  | Indo Club (Des fleurs pour Salinger, Canary Bay, La Machine à rattraper le temps, Les Tzars, À l'assaut (des ombres sur l'Ô)) | 11:23 |
| 2.  | Le Baiser | 6:32  |
| 3.  | Salômbo | 2:58  |
| 4.  | La colline des roses | 1:50  |
| 5.  | Comateen I | 5:05  |
| 6.  | Anne et moi | 3:09  |
| 7.  | Tes yeux noirs | 4:53  |
| 8.  | 3e sexe | 4:49  |
| 9.  | Marilyn | 6:54  |
| 10. | L'Aventurier | 7:39  |
| 11. | Dunkerque | 8:15  |
| 12. | Glory Hole | 3:48  |
| 13. | Un singe en hiver (morceau caché après Glory Hole)                                                                            | 3:39  |

### Singles
- Electrastar (version live, sorti le 17 décembre 2003)
- Popstitute (version live, sorti le 7 avril 2004)